# 青森県立岩木高等学校
青森県立岩木高等学校（あおもりけんりつ いわきこうとうがっこう, Aomori Prefectural Iwaki High School）は、青森県弘前市（旧・中津軽郡岩木町）大字駒越字村元に所在した公立の高等学校。現在の建物は青森県立弘前第一養護学校高等部となっている。

## 所在地
- 〒036-1322 青森県弘前市（旧・中津軽郡岩木町）大字駒越字村元75番地1

## 概要
歴史
1948年（昭和23年）に設置された青森県立弘前工業高等学校（男子校）と青森県立弘前女子高等学校（女子校）の分校を前身とする。1957年（昭和32年）に岩木村立の高等学校（青森県津軽高等学校）として独立し、1978年（昭和53年）に青森県へ移管され現校名となった。2013年（平成15年）に創立65周年を迎えた。
校歌
作詞は篠崎正、作曲は木村繁による。歌詞は4番まであり、各番に校名の「青森岩木高等学校」が登場する。

## 沿革
- 1948年（昭和23年）7月1日 - 「青森県立弘前工業高等学校岩木分校」（男子）、「青森県立弘前女子高等学校岩木分校」（女子）が設置される。（定時制）
- 1957年（昭和32年）4月1日 - 「青森県津軽高等学校」（定時制）として分離独立。（青森県から岩木村へ移管される）
- 1978年（昭和53年）4月1日 - 青森県に移管され、「青森県立岩木高等学校」（現校名）となる。全日制に転換。
- 1985年（昭和60年）8月 - 現在地に校舎が完成し、移転を完了。
- 1998年（平成10年）
  - 4月 - 制服を改定し、ブレザーとなる。
  - 10月 - 創立50周年記念式典を挙行。
- 2015年4月 - 生徒募集停止。
- 2017年3月31日 - 青森県立弘前中央高等学校へ統廃合され、閉校。